# بورات باریم
بورات باریم (به انگلیسی: Barium borate) با فرمول شیمیایی BaB۲O۴ or Ba(BO۲)۲ یک ترکیب شیمیایی است. که جرم مولی آن ۲۲۲٫۹۵ g/mol می‌باشد. شکل ظاهری این ترکیب، پودر سفید یا بلورهای بی‌رنگ است.